# 古川杏
古川 杏（ふるかわ あん、2002年12月1日 - ）は、日本のモデル、グラビアモデル、タレント、女優。大阪府出身。パラソル所属。

## 経歴
2016年、小学生向けファッション雑誌『JSガール』（三栄書房）でモデルデビュー。
2022年5月16日、男性向け週刊誌『週刊プレイボーイ』22号（集英社）に登場し、初の水着姿を披露した。
2024年8月1日、ミス・コンテスト「2024ミス・アース・ジャパン 日本大会」でグランプリを受賞した。

## 人物
趣味は、ショッピング。特技は、和太鼓と水泳。
プロ野球は、阪神タイガースの熱狂的ファン。
2024年時点で明治学院大学社会学部に在学中。

## 出演

### 映画
- 散歩屋ケンちゃん（2023年、監督：寺井広樹） - 西尾リコ 役[6]

### 舞台
- アリスインプロジェクト 2019年8月公演 舞台『真約・魔銃ドナー』（2019年8月7日 - 17日） - 深瀬やよい 役[7] ※自身は星組であり、月組の増田南美とのダブルキャスト。
- Just do it！〜やるっきゃない！〜（2017年4月11日 - 16日、再公演 2017年6月27日 - 7月2日） - 岩永由里 役[8]
- 清らかな水のように〜私たちの1945〜（2018年7月24日 - 29日、新宿シアターモリエール） - Bチーム 下地好江 役[9]
- 親父の記憶（2022年12月14日 - 18日、赤坂RED/THEATER）[10][注釈 2]

### WEB
- 女優育成プロジェクト「Actress Incubation」（2019年4月 - ） - 第8シーズン メンバー[12]

### CM
- 政府広報オンライン「労務費の転嫁」篇（2024年2月7日・14日・21日・28日） - 天使 役[13]

## 書籍

### 雑誌
- JSガール（2016年） - モデル[2][3]

### デジタル写真集
- 好きしか言えない。（2022年5月16日、集英社）[14]
- 花開く（2024年7月11日、集英社）[15]

## 受賞
- 2024 ミスアースジャパン グランプリ[4][16]